# Ас-Салих Мухаммад
ас-Салих Мухамад (араб. الصالح ناصر الدين محمد بن ططر‎; 1411 — 1422) — султан Египта из династии Буржитов (с 30 ноября 1421 по 1 апреля 1422).
Ан-Насир Фарадж потерял престол, и он достался халифу. Последний был отстранен от престола Ал-Муаядом Шайхом.
В эту эпоху также царствовали Баркук и Аль-Муайяд Шайх.